# La vita è una prova d'orchestra
La vita è una prova d'orchestra è un romanzo del 2011, scritto da Elena Loewenthal dopo aver vissuto l'esperienza dell'ospedale in prima persona, frequentandolo come volontaria.

## L'esperienza dell'autrice
Elena Loewenthal racconta come ha vissuto l'esperienza in ospedale affermando: “Per più di un anno ho frequentato ospedali e sale d'attesa, case dove vivono i malati, istituti di ogni sorta. Ho indossato un camice da volontaria e sono entrata in silenzio nel mondo della malattia: leucemie, traumi cranici, rianimazione, dialisi, Pronto Soccorso… È stata un'esperienza forte e dolce al tempo stesso, in cui puntualmente, parlando con i malati, ascoltandoli o anche soltanto lanciando un'occhiata nelle stanze d'ospedale, ad un certo punto scattava un processo d'immedesimazione potente e inevitabile: ho davanti un malato, ma anche me stessa. E così, per me si è a poco a poco dissolto quel confine invisibile ma nettissimo che separa il mondo “normale” e benestante da quello di chi convive con la malattia. La nostra modernità fatta di benessere ha del resto rimosso la malattia da dentro di sé, l'ha “isolata” in quell'altro mondo che sembra non esistere, finché non lo s'incontra. La vita è una prova d'orchestra racconta alcuni luoghi e alcune storie di questo mondo, attraverso l'invenzione ma a stretto contatto con la realtà”.

## Il romanzo

### La struttura
Il romanzo è diviso in tante piccole storie i cui personaggi sono invenzioni a stretto contatto con la realtà che, a volte, ritornano in episodi successivi. I racconti fanno parte di un unico disegno che mostra le diverse facce della stessa condizione: la malattia.
In ospedale l'unica maniera per sopravvivere è adattarsi alle giornate tutte uguali tra loro e ogni paziente è diverso da un altro, così come in un'orchestra ogni strumento suona singolarmente ma gli strumenti fanno comunque tutti parte della stessa "orchestra" e, allo stesso modo, ogni malato è in una situazione non può uscire. L'autrice tenta di unire due mondi che la società moderna ha diviso, quello dei "sani" e quello dei "malati", mostrandoci così che entrambi sono soltanto diversi aspetti di uno stesso universo.

### Il messaggio
Il romanzo è consigliabile a chi intende riflettere su un argomento a cui non si è soliti pensare. L'autrice mostra al lettore come la malattia viene vissuta non solo dai pazienti ma anche dai famigliari di questi che, nonostante siano in buona salute, vedono la loro esistenza sconvolta, spesso improvvisamente, dalla preoccupazione e dal doversi adeguare ai bisogni del malato e alla vita a cui questo è costretto.